# Championnats de France de triathlon 2018
Navigation
2017 2019
Les championnats de France de triathlon 2018 se déroule le 27 mai 2018, à Gray, sur une épreuve de distance S.

## Résumé de course

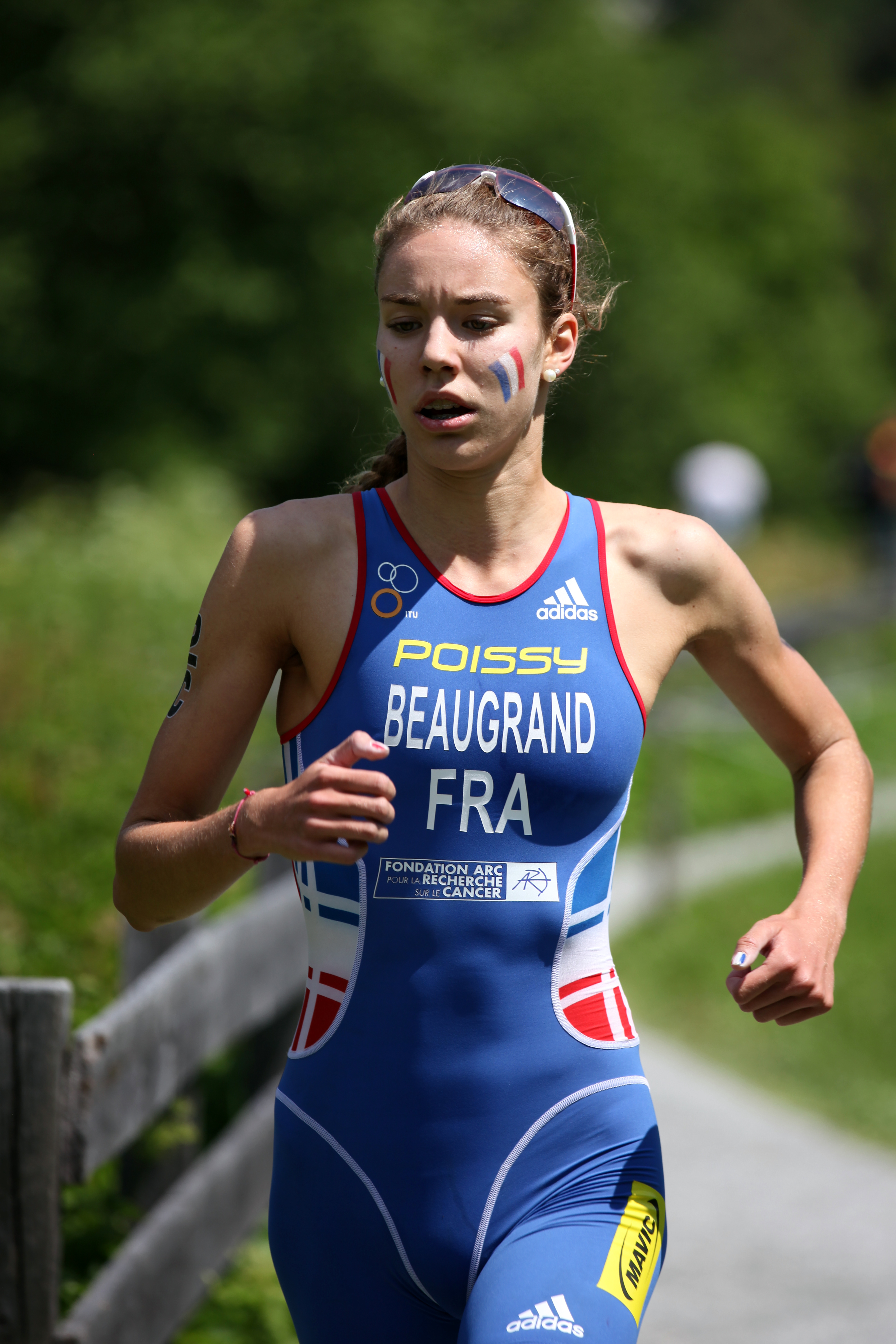
Cassandre Beaugrand

L'épreuve qui se déroule à Gray et sur distance S soit 750 mètres de natation, 20 kilomètres de vélo et 5 kilomètre de course à pied, a vu la victoire des triathlètes favoris. Vincent Luis et Cassandre Beaugrand ajoutent un nouveau titre national à leur palmarès.
Chez les femmes la partie natation est dominée par Cassandre Beaugrand et Leonie Périault appartenant au même club, Poissy Triathlon. Elles commencent la partie vélo avec une vingtaine de secondes d'avance sur leurs premières poursuivantes qui forment un groupe de chasse d'une quarantaine de concurrentes. Le groupe réussit à faire la jonction à trois kilomètres de la seconde transition. Neuf concurrentes sont alors en mesure de remporter le titre, mais rapidement Cassandre Beaugrand prend les devants et accroit rapidement son avance. Elle franchit la ligne d'arrivée en vainqueur et remporte son troisième titre de championne de France, Léonie Pierault prend la médaille d'argent et offre un doublé à Poissy Triathlon, Emmie Charayron dans un belle dynamique lors de la course à pied parvient à prendre la troisième place
Chez les hommes, le titre se joue entre quatre concurrents principalement : Vincent Luis, Dorian Coninx, Aurélien Raphaël et Max Stapley. Sortis groupés de la partie natation, ils entament une collaboration qui ne laisse aucune chance au groupe de chasse des autres concurrents, qui se retrouvent rapidement relégués à plusieurs minutes. À l'image de la course des femmes, le vainqueur apparaît rapidement. Vincent Luis en bonne forme surpasse rapidement ses adversaires dès le départ de la course à pied. Il remporte en 54 min 52 s un second titre national. Logiquement la seconde et troisième place reviennent à Dorian Coninx et Aurélien Raphaël qui offrent par la même occasion la quatrième médaille du jour au club de Poissy Triathlon.

## Palmarès
Les tableaux présentent le « Top 10 » hommes et femmes des catégories élites.
|                    | Triathlète           | Temps       |
| ------------------ | -------------------- | ----------- |
| Médaille d'or      | Vincent Luis         | 54 min 52 s |
| Médaille d'argent  | Dorian Coninx        | 55 min 14 s |
| Médaille de bronze | Aurélien Raphaël     | 55 min 34 s |
| 4                  | Max Stapley          | 55 min 37 s |
| 5                  | Thomas Sayer         | 55 min 39 s |
| 6                  | Maxime Mennesson     | 55 min 41 s |
| 7                  | Antoine Duval        | 55 min 54 s |
| 8                  | Mathis Margirier     | 55 min 55 s |
| 9                  | Brice Gayant         | 56 min 1 s  |
| 10                 | Anatole Giraud-Telme | 56 min 11 s |

|                    | Triathlète          | Temps          |
| ------------------ | ------------------- | -------------- |
| Médaille d'or      | Cassandre Beaugrand | 1 h 1 min 56 s |
| Médaille d'argent  | Léonie Périault     | 1 h 2 min 26 s |
| Médaille de bronze | Emmie Charayron     | 1 h 2 min 29 s |
| 4                  | Margot Garabedian   | 1 h 3 min 6 s  |
| 5                  | Jeanne Lehair       | 1 h 3 min 6 s  |
| 6                  | Léa Coninx          | 1 h 3 min 37 s |
| 7                  | Julie Iemmolo       | 1 h 5 min 31 s |
| 8                  | Kristelle Congi     | 1 h 5 min 52 s |
| 9                  | Julie Marano        | 1 h 6 min 6 s  |
| 10                 | Cindy Pomares       | 1 h 6 min 29 s |